# Oxicà
Oxicà (llatí: Oxycanus, grec antic: ̓Οξυκανός) va ser un príncep de l'Índia que governava els territoris a l'oest dels del rei Musicà.
Quan Alexandre el Gran es va acostar als seus dominis, no se li va sotmetre, com havien fet altres prínceps menors, ni va enviar ambaixadors per oferir al macedoni la submissió. Alexandre va marxar contra ell i va ocupar dues de les seves principals ciutats, Oxicà va caure presoner, i la resta de ciutats del seu regne es van sotmetre ràpidament.
Alguns autors pensen que el nom Oxicà (com el de Musicà) podria derivar de khan (Oudh Khan o rei d'Oudh, Moosh Khan o rei de Moosh), però aquest títol va aparèixer més tard entre els turcs i no hi ha cap prova del seu ús anterior.